# 10-й округ департамента Приморская Сена
10-й избирательный округ департамента Приморская Сена включает шестнадцать коммун округа Гавр, сто сорок восемь коммун округа Дьеп и шестьдесят девять коммун округа Руан. Общая численность избирателей, включённых в списки для голосования в 2012 г. — 105 877 чел.
Избранным депутатом Национального собрания по 10-му округу является Доминик Шовель (Dominique Chauvel, Социалистическая партия).
|  | Начало срока      | Конец срока       | Депутат              | Партия                             |
|  | ----------------- | ----------------- | -------------------- | ---------------------------------- |
|  | 18 июня 2012 г.   | н/вр              | Доминик Шовель       | Социалистическая партия            |
|  | 20 июня 2007 г.   | 17 июня 2012 г.   | Альфред Трасси-Пайог | Союз за народное движение          |
|  | 19 июня 2002 г.   | 19 июня 2007 г.   | Альфред Трасси-Пайог | Союз за народное движение          |
|  | 12 июня 1997 г.   | 18 июня 2002 г.   | Жерар Фюк            | Социалистическая партия            |
|  | 02 апреля 1993 г. | 21 апреля 1997 г. | Альфред Трасси-Пайог | Объединение в поддержку Республики |
|  | 23 июня 1988 г.   | 01 апреля 1993 г. | Жан-Мари Ледюк       | Социалистическая партия            |

## Результаты выборов
Выборы депутатов Национального собрания 2012 г.:
|                | Кандидат             | Партия                    | Первый тур | Первый тур     | Второй тур | Второй тур |
| Кол-во голосов | Кандидат             | Партия                    | % голосов  | Кол-во голосов | % голосов  |            |
| -------------- | -------------------- | ------------------------- | ---------- | -------------- | ---------- | ---------- |
|                | Доминик Шовель       | Социалистическая партия   | 25 372     | 38,88          | 33 358     | 50,93      |
|                | Альфред Трасси-Пайог | Союз за народное движение | 25 458     | 39,02          | 32 137     | 49,07      |
|                | Изабель Жильбер      | Национальный фронт        | 8799       | 13,48          |            |            |
|                | Алин Фло             | Левый фронт               | 3006       | 4,61           |            |            |
|                | Иоланта Авриль       | Партия зелёных            | 1611       | 2,47           |            |            |
| Прочие         | Прочие               | Прочие                    |            | менее 1 %      |            |            |

Выборы депутатов Национального собрания 2007 г.:
|                | Кандидат             | Партия                            | Первый тур | Первый тур     | Второй тур | Второй тур |
| Кол-во голосов | Кандидат             | Партия                            | % голосов  | Кол-во голосов | % голосов  |            |
| -------------- | -------------------- | --------------------------------- | ---------- | -------------- | ---------- | ---------- |
|                | Альфред Трасси-Пайог | Союз за народное движение         | 26 749     | 49,36          | 29 554     | 55,15      |
|                | Доминик Шовель       | Социалистическая партия           | 15 442     | 28,50          | 24 034     | 44,85      |
|                | Жак Ролле            | Демократическое движение          | 3339       | 6,16           |            |            |
|                | Жан Лебрюн           | Национальный фронт                | 1885       | 3,48           |            |            |
|                | Эмерик Дереньокур    | Крайне левые                      | 1398       | 2,58           |            |            |
|                | Малка Крезель-Дебле  | Партия зелёных                    | 1237       | 2,22           |            |            |
|                | Алин Фло             | Коммунистическая партия           | 1205       | 2,22           |            |            |
|                | Мишель Лефевр        | Охота, рыбалка, природа, традиции | 865        | 1,60           |            |            |
|                | Симон Сюлковски      | Крайне левые                      | 780        | 1,44           |            |            |
| Прочие         | Прочие               | Прочие                            |            | менее 1 %      |            |            |